# Стивелл, Алан
Алан Стивелл, или Алан Кошевелу, — бретонский музыкант, арфист, мультиинструменталист.

## Детство
Алан родился 6 января 1944 года в городе Рьом, Овернь. Вскоре после его рождения семья переселяется в Париж. Любовь к кельтской музыке (и арфе в частности) ему привил его отец, Жорд Кошевелу. Из воспоминаний Алана:
Когда мой отец натянул первую струну, я был заворожён её звуком...

## Творчество
В 1964 году Стивелл записывает первый альбом на кельтской арфе — «Telenn Geltiek». Позднее он записывает ещё два альбома: «Reflets» (1970 год — 1971 год) и «Renaissance de la harpe celtique» (1972 год), который получил гран-при академии Чарлз-Кросс. А 28 февраля состоялся триумфальный концерт Стивелла в парижском концертном зале «Олимпия». Об этом Алан вспоминает так:
В 70-х «Олимпия» имела ещё более авторитетное значение, чем сегодня. Играть там было коронацией. Репертуар, который мы представили, был бретонским, ирландским и шотландским и дополнялся несколькими моими композициями. Но, так как большинство вещей были бретонскими традиционными мелодиями, аранжированными на новый лад, бретонцы могли считать, что они были сами на сцене «Олимпии». Тогда было ощущение завоевания Парижа, Франции. И это было не с оружием в руках, но с арфой, что было даже круче!
Концерт транслировался музыкальным отделением радиостанции «Европа 1». Концерт был записан и издан под названием «A l’Olympia». В Европе было продано около полутора миллиона экземпляров этого альбома. Он по сей день остаётся абсолютным бестселлером среди кельтской музыки. После этого он начинает гастроли по миру, не прекращая студийной работы. В период после концерта в «Олимпии» он выпустил следующие диски:
- «Chemins de Terre» (1973 год);
- «E Langonned» (1974 год);
- «E Dulenn» (1975 год);
- «Trema'n Inis» (1976 год)
- «Raok dilestra» (1977 год);
- «Un Dewezh barzh gêr» (1978 год)

В 80-х в творчестве Стивелла прослеживается идея единства культур народов Земли. При записи этих дисков использовались народные инструменты разных стран и континентов, что являет собой прообраз «world music». В этот период Алан записывает следующие пластинки:
- «International Tour — Tro ar Bed» (1979 год);
- «Symphonie Celtique — Tir na nOg» (1979 год);
- «Bed an dud vew» (1981 год);
- «Legend» (1983 год)
- «Harpes du Nouvel âge» (1985 год)
- «The Mist of Avalon» (1991 год)

В 1993 году выходит его альбом «Again», в записи которого ему помогали Кейт Буш и Шейн Макгован, за которым следуют «Brian Boru» (1995 год) и «70/95 Zoom» (1997 год).
В 1998 году выходит альбом «1 Douar» («Одна Земля»). Очередной его альбом вышел в марте 2000 года и называется «Back to Breizh».
За последнее время Алан Стивелл выпустил ещё три альбома:
- «Au-delà des mots» (2002 год)
- «Explore» (2006 год)
- «Emerald» (2009 год)
- «AMzer» (2015 год)
- «Human~Kelt» (2018 год)